# Fast RMX
Fast RMX (estilizado como FAST rmx) es un videojuego de carreras futurista desarrollado y publicado por Shin'en Multimedia exclusivamente para Nintendo Switch. El juego sirve como una versión ampliada de Fast Racing Neo para Wii U, y salió a la venta oficialmente el 3 de marzo de 2017 en la Nintendo eShop como título de lanzamiento para Switch. El juego incluye todas las pistas de Fast Racing Neo y su contenido descargable, y añade 6 nuevos circuitos para un total de 30 circuitos. Al igual que el predecesor del juego, Fast RMX se comparó con la serie F-Zero.

## Jugabilidad
El juego admite totalmente las opciones de control únicas y las características del Nintendo Switch como HD Rumble, Motion Controls, Single Joy Con Play y el Pro Controller. El jugador también puede cambiar en cualquier momento entre el modo portátil y el modo televisor. El juego es capaz de correr hasta 720p a 60FPS en el modo portátil y 1080p a 60FPS en modo dock.
El juego también cuenta con una gran campaña con 10 copas para desbloquear, que contiene 30 circuitos en total, junto con 15 vehículos desbloqueables. El juego también contiene un gran componente multijugador, con modo multijugador de pantalla dividida de hasta 4 jugadores, así como la comunicación local y modos en línea con 2-8 jugadores. Otro modo adicional llamado Hero Mode está disponible. Presta homenaje a la serie F-Zero utilizando elementos de juegos similares y mayor dificultad.

## Desarrollo
Se anunció el 5 de marzo de 2017 que, al igual que su predecesor, el juego estaría recibiendo actualizaciones con contenido extra en el futuro. No se dio ninguna fecha para la liberación de la actualización, pero se confirmó que incluirá un "Modo de ataque de tiempo" y "Apoyo a los amigos en línea".
El 19 de abril de 2017, Fast RMX se actualizó a la versión 1.2, añadiendo novedades jugables como el Time Attack Mode, un modo en el que el jugador tiene que correr en solitario y obtener los mejores tiempos en cada circuito y en cada velocidad máxima posible.

## Lanzamiento
El juego se lanzó en la Nintendo eShop de Nintendo Switch el 3 de marzo de 2017 con un precio de 19,99€ como contenido descargable.